# New Zealand (IACC NZL 82)

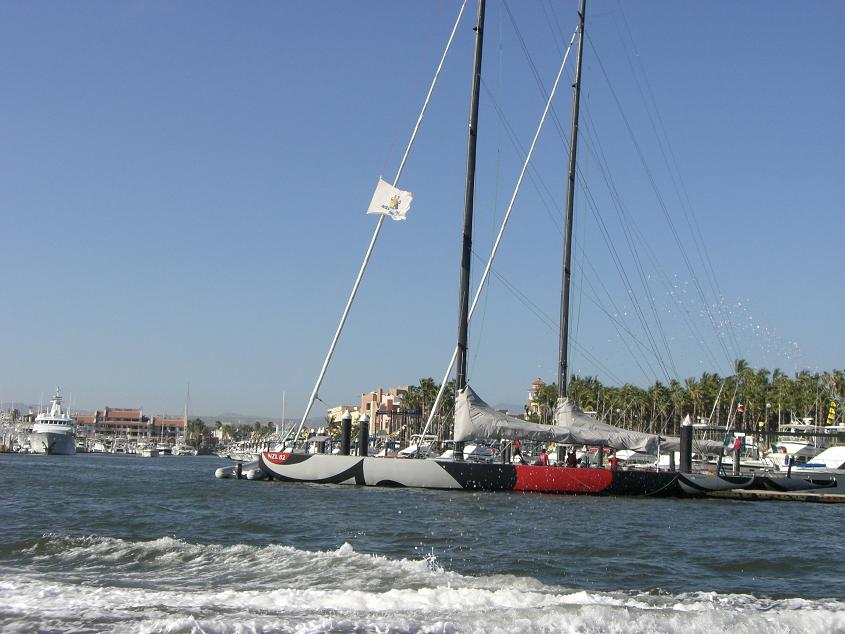
NZL81 och NZL82 vid kaj i Cabo San Lucas

New Zealand var en nyzeeländsk IACC-båt som deltog i America's Cup 2003 för det försvarande Team New Zealand-syndikatet.
Den var konstruerad av Tom Schnackenberg, Clay Oliver & Mike Drumond och byggdes av Cookson Boatbuilders. Den hade några innovativa detaljer som en flera meter längre bulb i kölen än sina medtävlare och ett platt område i botten som gav den en längre vattenlinje och därmed teoretiskt högre fart.
De tekniska fördelarna räckte inte långt, i tävlingarna som gick i slutet av februari 2003 utanför Auckland besegrades NZL 82 med 5-0 av det schweiziska syndikatet Alinghi. Förlusten skylldes på oerfaren ledning i syndikatet. Detta i sin tur berodde på att det schweiziska syndikatet lockat över några av de mest framstående förmågorna i det sedan föregående tävling framgångsrika nyzeeländska teamet till sin sida.